# Редгранит (Висконсин)
Редгранит (енгл. Redgranite) град је у америчкој савезној држави Висконсин.

## Демографија
По попису из 2010. године број становника је 2.149, што је 1.109 (106,6%) становника више него 2000. године.
| Група             | 2000.       | 2010.         |
| Белци             | 964 (92,7%) | 1.636 (76,1%) |
| Афроамериканци    | 9 (0,9%)    | 382 (17,8%)   |
| Азијати           | 0 (0,0%)    | 2 (0,1%)      |
| Хиспаноамериканци | 32 (3,1%)   | 65 (3,0%)     |
| Укупно            | 1.040       | 2.149         |